# Não benzodiazepínico

Estrutura química do zolpidem.

Não benzodiazepínicos, também chamadas de drogas Z ou medicamentos Z (pois muitos deles começam com a letra "z"), são uma classe de drogas que são muito parecidas com os benzodiazepínicos. Eles são mais usados no tratamento de insônia.
A farmacodinâmica dos não benzodiazepínicos é quase inteiramente igual aos benzodiazepínicos e, portanto, seus benefícios, efeitos colaterais e riscos são semelhantes. Porém, os não benzodiazepínicos têm estruturas químicas diferentes e, portanto, não estão relacionados aos benzodiazepínicos em nível molecular.

## Farmacologia
Os não benzodiazepínicos são moduladores alostéricos positivos do receptor GABAA. Assim como os benzodiazepínicos, eles exercem seus efeitos ligando-se e ativando o local benzodiazepínico do complexo receptor. Muitos desses compostos são seletivos para o subtipo, proporcionando novos ansiolíticos com pouco ou nenhum efeito hipnótico e amnésico e novos hipnóticos com pouco ou nenhum efeito ansiolítico.

## Usos médicos
Os não benzodiazepínicos demonstraram eficácia no tratamento de distúrbios do sono. Há algumas evidências limitadas que sugerem que a tolerância aos não benzodiazepínicos é mais lenta para se desenvolver do que com os benzodiazepínicos. No entanto, os dados são limitados, então nenhuma conclusão pode ser tirada. Os dados de longo prazo dos não benzodiazepínicos também são limitados. Pesquisas adicionais sobre a segurança de não benzodiazepínicos e sua eficácia em longo prazo foram recomendadas em uma revisão da literatura. Existem algumas diferenças entre as drogas Z, por exemplo, a tolerância e os efeitos rebote podem não ocorrer com a zaleplona.

## Dados farmacêuticos
Os três primeiros medicamentos não benzodiazepínicos comercializados foram os "medicamentos Z", zopiclona, zolpidem e zaleplona. Esses três medicamentos são todos sedativos usados exclusivamente para o tratamento de insônia. Eles são mais seguros do que os barbitúricos, especialmente em caso de sobredosagem, e, quando comparados aos benzodiazepínicos, parecem ter menos tendência a induzir dependência física e dependência. Isso fez com que os medicamentos Z se tornassem amplamente prescritos para o tratamento de insônia, especialmente em pacientes idosos. Um pouco menos de um terço (31%) de todos os americanos com mais de 65 anos de idade estão tomando drogas Z.
O uso a longo prazo não é recomendado, pois pode ocorrer tolerância e dependência acentuada. Uma pesquisa com pacientes que usam drogas não benzodiazepínicas e usuários de hipnóticos benzodiazepínicos descobriu que não houve diferença nos relatos de efeitos adversos em mais de 41% dos usuários. Os usuários de drogas Z foram mais propensos a relatar que tentaram parar de tomar os medicamentos hipnóticos e estavam mais propensos a querer parar de tomar os medicamentos Z do que os usuários de benzodiazepínicos. A eficácia não diferiu entre usuários de drogas benzodiazepínicas e Z.

## Classes
| Comparação com não benzodiazepínicos | Comparação com não benzodiazepínicos | Comparação com não benzodiazepínicos | Comparação com não benzodiazepínicos | Comparação com não benzodiazepínicos |
| Medicamento                          | Reduz o tempo para o início do sono? | Incentiva a manutenção do sono?      | Causa insônia de rebote?             | Causadependência física?             |
| ------------------------------------ | ------------------------------------ | ------------------------------------ | ------------------------------------ | ------------------------------------ |
| Zolpidem (liberação imediata)        | Sim                                  | Talvez                               | Talvez                               | Sim                                  |
| Zolpidem (liberação prolongada)      | Sim                                  | Sim                                  | Sim                                  | Sim                                  |
| Zolpidem sublingual                  | Sim                                  | Talvez                               | Talvez                               | Sim                                  |
| Zolpidem (spray oral)                | Sim                                  | Talvez                               | Talvez                               | Sim                                  |
| Eszopiclona                          | Sim                                  | Sim                                  | Sim                                  | Sim                                  |
| Zaleplona                            | Sim                                  | Talvez                               | Não                                  | Sim                                  |

Atualmente, as principais classes químicas de não benzodiazepínicos são:
Imidazopiridinas
- Alpidem
- Necopidem
- Saripidem
- Zolpidem (Ambien, Ambien CR, Intermezzo, Zolpimist, Edluar, Ivadal, Sanval, Prysma, Stilnox, entre outros)

Pirazolopirimidinas
- Divaplon
- Fasiplon
- Indiplon
- Lorediplon
- Ocinaplon
- Panadiplon
- Taniplon
- Zaleplona (Sonata, Starnoc, Andante)

Ciclopirrolonas
- Eszopiclona (Lunesta, Valnoc, etc.)
- Pagoclona
- Pazinaclona
- Suproclona
- Suriclona
- Zopiclona (Imovane, Zimovane, Somnol, etc.)

β-Carbolinas
- Abecarnil
- Gedocarnil
- SL-651,498
- ZK-93423

Outros
- CGS-20625
- CGS-9896
- CL-218,872
- ELB-139
- GBLD-345
- HIE-124
- L-838,417
- NS-2664
- NS-2710
- Pipequaline
- RWJ-51204
- SB-205,384
- SL-651,498
- SX-3228
- TP-003
- TP-13
- TPA-023
- Y-23684

## Efeitos colaterais
As drogas Z têm desvantagens e todos são notáveis por produzir efeitos colaterais, como amnésia pronunciada e, mais raramente, alucinações, especialmente quando usados em grandes doses. Em raras ocasiões, essas drogas podem produzir um estado de fuga, em que o paciente entra em sonambulismo e pode realizar ações relativamente complexas, incluindo cozinhar refeições ou dirigir carros, estando efetivamente inconsciente e sem nenhuma lembrança dos eventos ao acordar. Embora esse efeito seja raro (e também tenha sido relatado com alguns medicamentos sedativos mais antigos, como temazepam e secobarbital), ele pode ser potencialmente perigoso e, portanto, o desenvolvimento desta classe de medicamentos continua em um esforço para encontrar novos compostos com perfis melhorados.

Estruturas centrais de não benzodiazepínicos selecionados (três diagramas à esquerda) e a estrutura dos benzodiazepínicos (à direita) para comparação.

A ansiedade relacionada à abstinência diurna também pode ocorrer devido ao uso noturno crônico de hipnóticos não benzodiazepínicos, como com zopiclona.
Os efeitos colaterais podem diferir dentro da classe de medicamentos devido às diferenças no metabolismo e farmacologia de cada fármaco. Por exemplo, os benzodiazepínicos de ação prolongada têm problemas de acúmulo por conta de sua meia-vida biológica longa. Isso ocorre especialmente em idosos ou pessoas com doença hepática, e os benzodiazepínicos de ação mais curta apresentam um risco maior de sintomas de abstinência. No caso dos não benzodiazepínicos, zaleplon parece ser o mais seguro em termos de sedação no dia seguinte. Ao contrário do zolpidem e zopiclona, o zaleplon foi elaborado para não ter associação com o aumento de acidentes automobilísticos, devido à sua meia-vida de eliminação ultracurta.

### Aumento do risco de depressão
Foi alegado que a insônia causa depressão e há uma hipótese de que medicamentos para insônia podem ajudar a tratar a depressão. Em apoio a esta afirmação, uma análise de dados de ensaios clínicos submetidos à Food and Drug Administration (FDA) sobre os medicamentos zolpidem, zaleplona e eszopiclona descobriu que esses medicamentos hipnóticos mais do que dobraram os riscos de desenvolver depressão em comparação com aqueles que tomaram placebo. As drogas hipnóticas, portanto, podem ser contraindicadas em pacientes que sofrem ou estão em risco de depressão. Foi descoberto que os hipnóticos têm maior probabilidade de causar depressão do que de controlar seus sintomas. Estudos descobriram que usuários de longo prazo de drogas hipnóticas sedativas têm um risco de suicídio acentuadamente elevado, bem como um maior risco de mortalidade. A terapia cognitivo-comportamental (TCC) para insônia, por outro lado, melhora tanto a qualidade do sono quanto a saúde mental geral.

### Outros riscos
Pílulas para dormir, incluindo as drogas Z, foram associadas a um risco aumentado de morte.
Em pessoas idosas, essa família de medicamentos aumenta o risco de fraturas e quedas.
A zaleplona pode ter menos efeitos colaterais em comparação com os benzodiazepínicos.

### Uso em idosos
Os medicamentos hipnóticos não benzodiazepínicos, de modo similar aos benzodiazepínicos, causam prejuízos no equilíbrio e na estabilidade ao acordar. Quedas e fraturas de quadril são frequentemente relatadas. A combinação com o álcool aumenta os efeitos colaterais. Tolerância parcial, porém incompleta, é desenvolvida e sobrepõe esses efeitos colaterais. Em geral, os não benzodiazepínicos não são recomendados para pacientes idosos devido ao risco aumentado de quedas e fraturas.
Uma revisão da literatura sobre hipnóticos, incluindo os medicamentos não benzodiazepínicos (drogas Z), concluiu que esses medicamentos causam um risco injustificável para o indivíduo e para a saúde pública. Além disso, há poucas evidências quanto à eficácia em longo prazo, devido ao desenvolvimento de tolerância. Os riscos incluem dependência, acidentes e outros efeitos adversos. A descontinuação gradual dos hipnóticos leva à melhora da saúde sem piora do sono. É preferível que sejam prescritos apenas por alguns dias e com a dose eficaz mais baixa e, sempre que possível, devem ser evitados em idosos.

## Dependência e retirada
Os não benzodiazepínicos não devem ser descontinuados abruptamente se tomados por mais de algumas semanas devido ao risco de efeitos de rebote  e reações agudas de abstinência, que podem se assemelhar àquelas observadas durante a suspensão de benzodiazepínicos. O tratamento geralmente envolve a redução gradual da dosagem ao longo de um período de semanas ou meses, dependendo do indivíduo, dosagem e período de tempo em que o medicamento foi tomado. Se essa abordagem falhar, pode-se tentar um cruzamento para uma dose equivalente de um benzodiazepínico de longa ação (como o clordiazepóxido ou, preferencialmente, o diazepam), seguido por uma redução gradual da dosagem. Em casos extremos e, em particular, quando um vício e/ou abuso severo manifesta-se, uma desintoxicação do paciente pode ser necessária, e o flumazenil é uma possível ferramenta de desintoxicação.

## Carcinogenicidade
O Journal of Clinical Sleep Medicine publicou um artigo que realizou uma revisão sistemática da literatura médica sobre medicamentos para insônia, levantando preocupações sobre os medicamentos agonistas do receptor de benzodiazepina, os benzodiazepínicos e as drogas Z usadas como hipnóticos em humanos. A revisão descobriu que quase todos os ensaios de distúrbios do sono e drogas são patrocinados pela indústria farmacêutica. Verificou-se que a razão de chances para encontrar resultados favoráveis à indústria em estudos patrocinados pela indústria foi 3,6 vezes maior do que estudos não patrocinados pela indústria e que 24% dos autores não divulgaram ser financiado por empresas farmacêuticas em seus artigos publicados por financiamento.  O artigo descobriu que há poucas pesquisas sobre hipnóticos que sejam independentes dos fabricantes desses medicamentos. Também foi preocupante a falta de foco em estudos patrocinados pela indústria em seus próprios resultados, mostrando que o uso de hipnóticos está relacionado à depressão.

## Novos compostos
Mais recentemente, uma variedade de medicamentos ansiolíticos não sedativos derivados das mesmas famílias estruturais dos medicamentos Z foram desenvolvidos, como o alpidem (Ananyxl) e a pagoclona, e aprovados para prescrição clínica. Os medicamentos não benzodiazepínicos são muito mais seletivos do que os ansiolíticos benzodiazepínicos mais antigos, e produzem alívio efetivo da ansiedade/pânico com pouca ou nenhuma sedação, amnésia anterógrada ou efeitos anticonvulsivantes. No entanto, os ansiolíticos não benzodiazepínicos não são amplamente prescritos e muitos foram descartados após os ensaios clínicos iniciais e muitos projetos foram interrompidos, incluindo, mas não se limitando a alpidem, indiplon e suriclona.

## História
Os medicamentos Z surgiram nos últimos anos da década de 1980 e no início dos anos 1990, com o zopiclone (Imovane) aprovado pelo Serviço Nacional de Saúde Britânico já em 1989, seguido rapidamente pela Sanofi com o zolpidem (Ambien). Em 1999, a King Pharmaceuticals finalizou a aprovação FDA para comercializar o zaleplon (Sonata, Starnoc) nos Estados Unidos. Em 2005, o FDA aprovou a eszopiclona (Lunesta) o (S)-enantiômero da zopiclona. No mesmo ano, 2005, o FDA finalizou a aprovação do Ambien CR, ou zolpidem de liberação estendida. Mais recentemente, em 2012, o FDA aprovou o zolpidem sublingual (Intermezzo), que é comercializado para insônia do meio da noite. Está disponível em doses com apenas metade da força do tartarato de zolpidem de liberação imediata, a fim de evitar sedação residual no dia seguinte.